# ترانه‌شناسی لیسا (رپر)
رپر و خواننده تایلندی لیسا تاکنون یک آلبوم استودیویی، یک آلبوم تک‌آهنگ و هفت تک‌آهنگ منتشر کرده است.
لیسا اولین آلبوم تک‌آهنگ خود را به نام لالیسا در سپتامبر ۲۰۲۱ از طریق وای‌جی انترتینمنت و اینترسکوپ رکوردز منتشر کرد. این آلبوم به صدر جدول آلبوم‌های سرکل کره جنوبی رسید و به خاطر فروش بیش از ۷۵۰٬۰۰۰ نسخه، سه بار گواهی پلاتین دریافت کرد. تک‌آهنگ آغازین آلبوم، که نامش «لالیسا» بود، به جایگاه دوم در جدول ۲۰۰ آهنگ جهانی بیلبورد و در سنگاپور رسید و در مالزی جایگاه اول را کسب کرد. تک‌آهنگ دوم این آلبوم به نام «پول» نیز موفقیت تجاری زیادی داشت و در مالزی رتبه اول، در سنگاپور رتبه دوم و در جدول ۲۰۰ آهنگ جهانی بیلبورد رتبه دهم را به دست آورد. این آلبوم گواهینامه‌های بین‌المللی زیادی از جمله الماس در برزیل، نقره در بریتانیا و طلا در فرانسه، ایتالیا، لهستان، پرتغال و اسپانیا دریافت کرد.
در سال ۲۰۲۴، لیسا تک‌آهنگ «راک‌استار» را از طریق شرکت مدیریت خودش به نام Lloud و همراه با آرسی‌ای رکوردز منتشر کرد. این تک‌آهنگ به عنوان تک‌آهنگ آغازین اولین آلبوم استودیویی خود به نام خود دیگر (۲۰۲۵) بود. «راک‌استار» اولین تک‌آهنگ شماره یک لیسا در جدول ۲۰۰ آهنگ جهانی بیلبورد به جز ایالات متحده شد و در جدول ۲۰۰ آهنگ جهانی بیلبورد به رتبه چهارم رسید. این تک‌آهنگ در کشورهای مالزی، تایوان، هنگ کنگ، سنگاپور و اندونزی در میان پنج تک‌آهنگ اول قرار گرفت. تک‌آهنگ بعدی او، «زن جدید» که با خواننده اسپانیایی روسالیا همکاری داشت، در مالزی، تایوان و سنگاپور به ده آهنگ اول رسید، در اسپانیا رتبه ۱۲ و در جدول ۲۰۰ آهنگ جهانی بیلبورد رتبه ۱۵ را کسب کرد. سومین تک‌آهنگ آلبوم، «صحنه مهتابی (منو ببوس)» نیز در ده تک‌آهنگ برتر مالزی، تایوان و سنگاپور قرار گرفت.

## آلبوم‌ها

### آلبوم‌های استودیویی
| عنوان    | جزئیات                                                                                   |
| -------- | ---------------------------------------------------------------------------------------- |
| خود دیگر | - انتشار: ۲۸ فوریه ۲۰۲۵ - ناشر: Lloud، آرسی‌ای - فرمت: سی‌دی، ال‌پی، دانلود دیجیتال، استریم |

## آلبوم‌های تک‌آهنگ
| عنوان  | جزئیات                                                                                        | بالاترین جایگاه جدول | بالاترین جایگاه جدول | فروش‌ها               | گواهی‌نامه‌ها           |
| عنوان  | جزئیات                                                                                        | کره جنوبی            | ژاپن سی‌ام‌بی.         | فروش‌ها               | گواهی‌نامه‌ها           |
| ------ | --------------------------------------------------------------------------------------------- | -------------------- | -------------------- | -------------------- | --------------------- |
| لالیسا | - انتشار: ۱۰ سپتامبر ۲۰۲۱ - ناشر: وای‌جی، اینترسکوپ - فرمت: سی‌دی، ال‌پی، دانلود دیجیتال، استریم | ۱                    | ۴۰                   | - کره جنوبی: ۸۴۵٬۸۶۶ | - کی‌ام‌سی‌ای: ۳× پلاتین |

## تک‌آهنگ‌ها
| عنوان                                                                         | سال  | بالاترین جایگاه جدول | بالاترین جایگاه جدول | بالاترین جایگاه جدول | بالاترین جایگاه جدول | بالاترین جایگاه جدول | بالاترین جایگاه جدول | بالاترین جایگاه جدول | بالاترین جایگاه جدول | بالاترین جایگاه جدول | بالاترین جایگاه جدول | فروش‌ها                                       | گواهی‌نامه‌ها                                       | آلبوم                |
| عنوان                                                                         | سال  | تایلند               | استرالیا             | کانادا               | فرانسه               | مالزی                | نیوزیلند             | سنگاپور              | بریتانیا             | ایالات متحده         | دابلیودابلیو         | فروش‌ها                                       | گواهی‌نامه‌ها                                       | آلبوم                |
| ----------------------------------------------------------------------------- | ---- | -------------------- | -------------------- | -------------------- | -------------------- | -------------------- | -------------------- | -------------------- | -------------------- | -------------------- | -------------------- | -------------------------------------------- | ------------------------------------------------- | -------------------- |
| "لالیسا"                                                                      | ۲۰۲۱ | *                    | ۷۶                   | ۴۲                   | ۱۷۵                  | ۱                    | —                    | ۲                    | ۶۸                   | ۸۴                   | ۲                    | - ایالات متحده: ۹٬۲۰۰                        | —                                                 | لالیسا               |
| "اس‌جی" (به همراه دی‌جی اسنیک، اوسونا و مگان د استالین)                         | ۲۰۲۱ | *                    | —                    | ۸۶                   | ۸۷                   | ۱۷                   | —                    | ۲۶                   | —                    | —                    | ۱۹                   | - ایالات متحده: ۳٬۵۰۰ - دابلیودابلیو: ۱۹٬۰۰۰ | - اس‌ان‌ئی‌پی: طلا                                   | تک‌آهنگ خارج از آلبوم |
| "پول"                                                                         | ۲۰۲۱ | *                    | ۳۲                   | ۳۷                   | ۷۵                   | ۱                    | ۳۵                   | ۲                    | ۴۶                   | ۹۰                   | ۱۰                   | - ایالات متحده: ۸٬۲۰۰ - دابلیودابلیو: ۴٬۴۰۰  | - بی‌پی‌آی: نقره - آرام‌ان‌زی: پلاتین - اس‌ان‌ئی‌پی: طلا | لالیسا               |
| "راک‌استار"                                                                    | ۲۰۲۴ | *                    | ۶۱                   | ۵۱                   | ۹۰                   | ۲                    | —                    | ۴                    | ۴۹                   | ۷۰                   | ۴                    | - ایالات متحده: ۶٬۱۰۰ - دابلیودابلیو: ۴۴٬۰۰۰ | —                                                 | خود دیگر             |
| "زن جدید" (با همکاری روسالیا)                                                 | ۲۰۲۴ | *                    | ۹۹                   | ۸۰                   | ۷۶                   | ۴                    | —                    | ۸                    | ۵۵                   | ۹۷                   | ۱۵                   | - دابلیودابلیو: ۱۰٬۰۰۰                       | —                                                 | خود دیگر             |
| "صحنه مهتابی (منو ببوس)"                                                      | ۲۰۲۴ | ۱۲                   | —                    | ۸۸                   | —                    | ۵                    | —                    | ۶                    | —                    | —                    | ۲۴                   | —                                            | —                                                 | خود دیگر             |
| "تولد دوباره" (با همکاری دوجا کت و ری)                                        | ۲۰۲۵ | —                    | —                    | —                    | —                    | —                    | —                    | —                    | —                    | —                    | —                    | —                                            | —                                                 | خود دیگر             |
| نشانهٔ «—» مواردی را نشان می‌دهد که در آن کشور منتشر نشده یا به جدول نرسیده‌اند. |      |                      |                      |                      |                      |                      |                      |                      |                      |                      |                      |                                              |                                                   |                      |

## سایر ترانه‌های قرارگرفته در جدول
| عنوان                                                                         | سال  | بالاترین جایگاه جدول | بالاترین جایگاه جدول | بالاترین جایگاه جدول | بالاترین جایگاه جدول | بالاترین جایگاه جدول | بالاترین جایگاه جدول | بالاترین جایگاه جدول | بالاترین جایگاه جدول | بالاترین جایگاه جدول | بالاترین جایگاه جدول | آلبوم                |
| عنوان                                                                         | سال  | کره جنوبی            | کره جنوبی ترانه‌ها    | مجارستان             | مالزی ترانه‌ها        | نیوزیلند هات         | سنگاپور              | تایوان               | ایالات متحده جهانی   | ویتنام               | دابلیودابلیو         | آلبوم                |
| ----------------------------------------------------------------------------- | ---- | -------------------- | -------------------- | -------------------- | -------------------- | -------------------- | -------------------- | -------------------- | -------------------- | -------------------- | -------------------- | -------------------- |
| «شونگ!» (슝!) (ته‌یانگ با همکاری لیسا)                                         | ۲۰۲۳ | ۱۱۹                  | ۲۳                   | ۹                    | ۱۱                   | ۳۱                   | ۹                    | ۱۳                   | ۱۱                   | ۳۵                   | ۱۴۳                  | Down to Earth        |
| «صحنه مهتابی (منو ببوس)» (ریمیکس سانتا بیبی)                                  | ۲۰۲۴ | —                    | —                    | —                    | —                    | ۲۲                   | —                    | —                    | —                    | —                    | —                    | تک‌آهنگ خارج از آلبوم |
| نشانهٔ «—» مواردی را نشان می‌دهد که در آن کشور منتشر نشده یا به جدول نرسیده‌اند. |      |                      |                      |                      |                      |                      |                      |                      |                      |                      |                      |                      |

## ترانه‌سرایی
| سال  | آرتیست                                    | ترانه      | آلبوم                | ترانه‌سرا | ترانه‌سرا                                                                                          | آهنگساز | آهنگساز                                                                                           | منابع  |
| سال  | آرتیست                                    | ترانه      | آلبوم                | اعتبار   | به همراه                                                                                          | اعتبار  | به همراه                                                                                          | منابع  |
| ---- | ----------------------------------------- | ---------- | -------------------- | -------- | ------------------------------------------------------------------------------------------------- | ------- | ------------------------------------------------------------------------------------------------- | ------ |
| ۲۰۲۱ | دی‌جی اسنیک، اوسونا، مگان د استالین و خودش | «اس‌جی»     | تک‌آهنگ خارج از آلبوم | Yes      | دی‌جی اسنیک، اوسونا، مگان د استالین، دانی فلورس، جی. لارن، ژان پیر سوتو، لوئیس هیوز، عمر واکر، تدی | Yes     | دی‌جی اسنیک، اوسونا، مگان د استالین، دانی فلورس، جی. لارن، ژان پیر سوتو، لوئیس هیوز، عمر واکر، تدی | [ ۳۹ ] |
| ۲۰۲۴ | خودش                                      | «راک‌استار» | خود دیگر             | Yes      | بریتانی آمارادیو، جیمز اسین، لوسی هیلی، رایان تدر، سم هورمای                                      | Yes     | بریتانی آمارادیو، جیمز اسین، لوسی هیلی، رایان تدر، سم هورمای                                      | [ ۴۰ ] |
| ۲۰۲۴ | خودش و روسالیا                            | «زن جدید»  | خود دیگر             | Yes      | روسالیا ویلا توبیا، مکس مارتین، ایلیا سلمان‌زاده، تو لو، تو برمان                                  | Yes     | روسالیا ویلا توبیا، مکس مارتین، ایلیا سلمان‌زاده، تو لو، تو برمان                                  | [ ۴۱ ] |

## موزیک ویدئوها
| عنوان                                                 | سال  | کارگردان(ها) | مدت  | منابع  |
| ----------------------------------------------------- | ---- | ------------ | ---- | ------ |
| «لالیسا»                                              | ۲۰۲۱ | سو هیون سونگ | ۳:۲۶ | [ ۴۲ ] |
| «اس‌جی» (به همراه دی‌جی اسنیک، اوسونا و مگان د استالین) | ۲۰۲۱ | کالین تیلی   | ۴:۰۱ | [ ۴۳ ] |
| «راک‌استار»                                            | ۲۰۲۴ | هنری شولفیلد | ۲:۴۸ | [ ۴۴ ] |
| «زن جدید» (با همکاری روسالیا)                         | ۲۰۲۴ | دیو میرز     | ۳:۱۲ | [ ۴۵ ] |
| «تولد دوباره» (با همکاری دوجا کت و ری)                | ۲۰۲۵ | بردیا زینالی | ۴:۰۴ | [ ۴۶ ] |

### ویدئوهای دیگر
| عنوان                                         | سال  | کارگردان(ها) | مدت  | منابع  |
| --------------------------------------------- | ---- | ------------ | ---- | ------ |
| «پول» (ویدئوی اختصاصی اجرا)                   | ۲۰۲۱ | لی سانگ یون  | ۲:۵۰ | [ ۴۷ ] |
| «شونگ!» (ویدئوی اجرا) (ته‌یانگ با همکاری لیسا) | ۲۰۲۳ | GIGANT       | ۳:۲۹ | [ ۴۸ ] |
| «صحنه مهتابی (منو ببوس)» (ویدئوی اجرا)        | ۲۰۲۴ | راجا ویردی   | ۲:۳۷ | [ ۴۹ ] |